# آرثر جايتون
آرثر جايتون (غايتون) (بالإنجليزية: Arthur Guyton)‏ (8سبتمبر 1919-3إبريل 2003) هو طبيب فيسيولوجيا أمريكي، تولى منصب عميد كلية الطب بجامعة ميسيسبي، وقد بلغت شهرة جايتون ذروتها في هذه الأيام وذلك بفضل مؤلفه الشهير المرجع في الفيزيولوجيا الطبية غايتون وهول. والذي صار سريعا معتمدا لدى الكثير من كليات الطب. صدرت أول نسخة من المرجع عام 1956. ويعد من أكثر كتب الفيسيولوجي شيوعا فقد ترجمت إلى ما يصل من 15 لغة.